# Türkmeşen, Digor
Türkmeşen là một xã thuộc huyện Digor, tỉnh Kars, Thổ Nhĩ Kỳ. Dân số thời điểm năm 2010 là 1286 người.